# Lucyna Sokół-Werewska

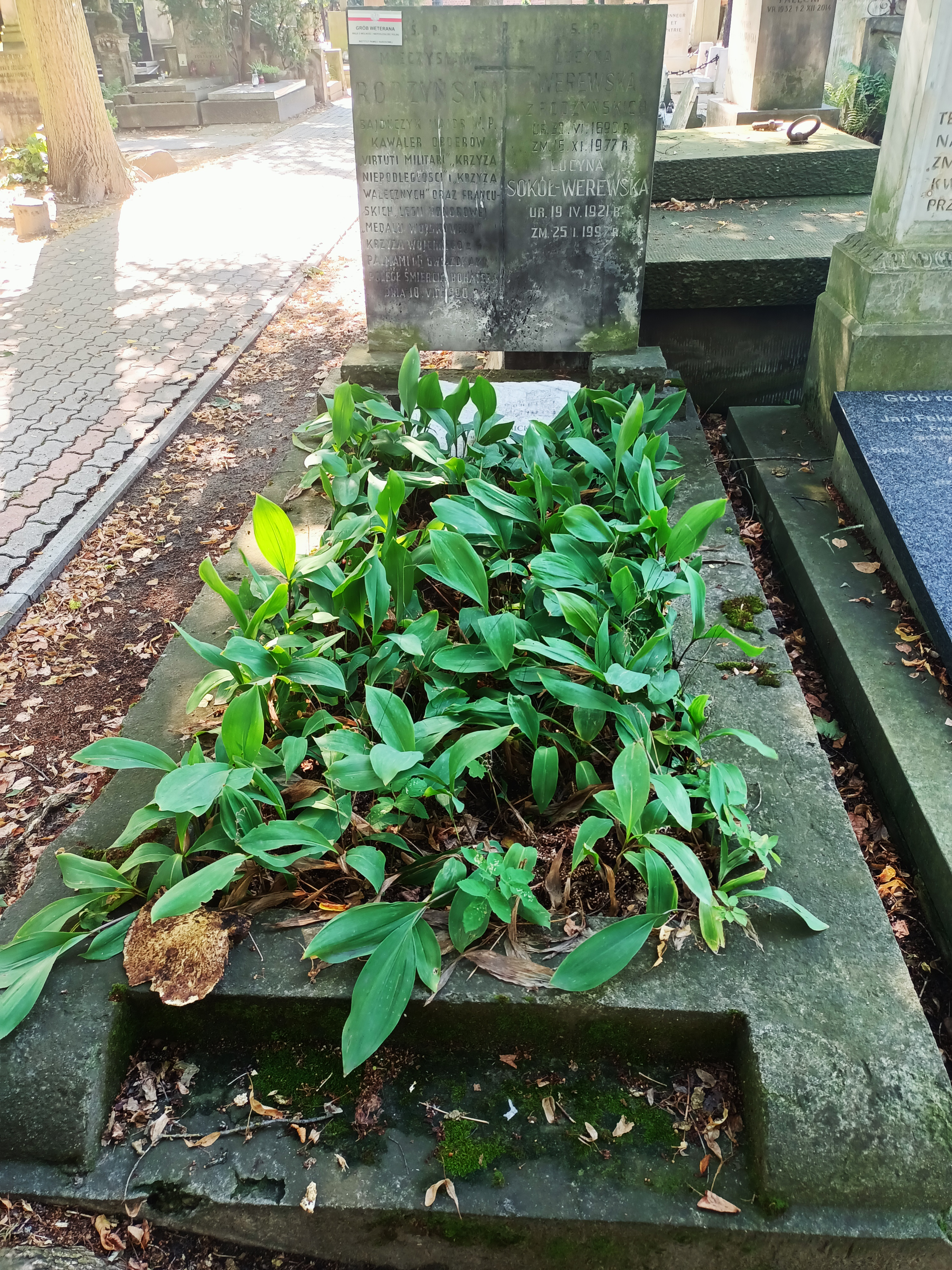
Grób Lucyny Sokół Werewskiej na cmentarzu Powązkowskim w Warszawie

Lucyna Sokół-Werewska (ur. 19 kwietnia 1921, zm. 25 stycznia 1997) – koszykarka Polonii Warszawa w latach 1949-1954.
W czasie wojny działała przy Komendzie Głównej Armii Krajowej. Była łączniczką organizacji międzynarodowej pomocy więźniom Majdanka. Została pochowana na cmentarzu Powązkowskim (kwatera T, rząd 3, grób 15). W tym samym grobie spoczywa major Mieczysław Rodzyński.